# کرم کمال
کرم کمال (به انگلیسی: Kerem Kamal؛ زادهٔ ۱۰ اوت ۱۹۹۹) یک کشتی‌گیر فرنگی‌کار اهل ترکیه است. وی سابقه حضور در المپیک ۲۰۲۰ توکیو را دارد.